# ساندرو كوستا دا سيلفا
ساندرو كوستا دا سيلفا (بالبرتغالية: Sandro Costa‏) هو لاعب كرة قدم برازيلي، ولد في 13 فبراير 1987 في ساو باولو في البرازيل. لعب مع جمعية بورتوغيزا الرياضية وغريميو بورتو أليغرينزي ونادي فيغورينسي.

## وصلات خارجية
- ساندرو كوستا دا سيلفا على موقع قاعدة بيانات كرة القدم.إي يو (الإنجليزية)